# Valias
Valias (albanisch auch Valiasi) ist ein Dorf in der albanischen Bashkia Kamza, Qark Tirana.
Das Dorf liegt westlich von Kamza, nur rund einen Kilometer vom südlichen Ende des Geländes des Flughafens Tirana entfernt, in der Ebene zwischen den Flüssen Tirana, die im Südwesten verläuft, und Tërkuza etwas weiter nordöstlich auf ca. 45 m ü. A.. Ins Zentrum von Kamza sind es rund zweieinhalb Kilometer, das Zentrum von Tirana ist im Südosten rund 9,5 Kilometer Luftlinie entfernt. Valias und Kamza sind praktisch zusammengewachsen. Östlich vom Dorf verläuft die Rruga shtetërore SH1, die Tirana mit Nordalbanien verbindet.
Während des Kommunismus gehört das Dorf zur Landwirtschaftliche Genossenschaft von Kamza. Angebaut wurden rund um Valias vor allem Gemüse und Früchte.

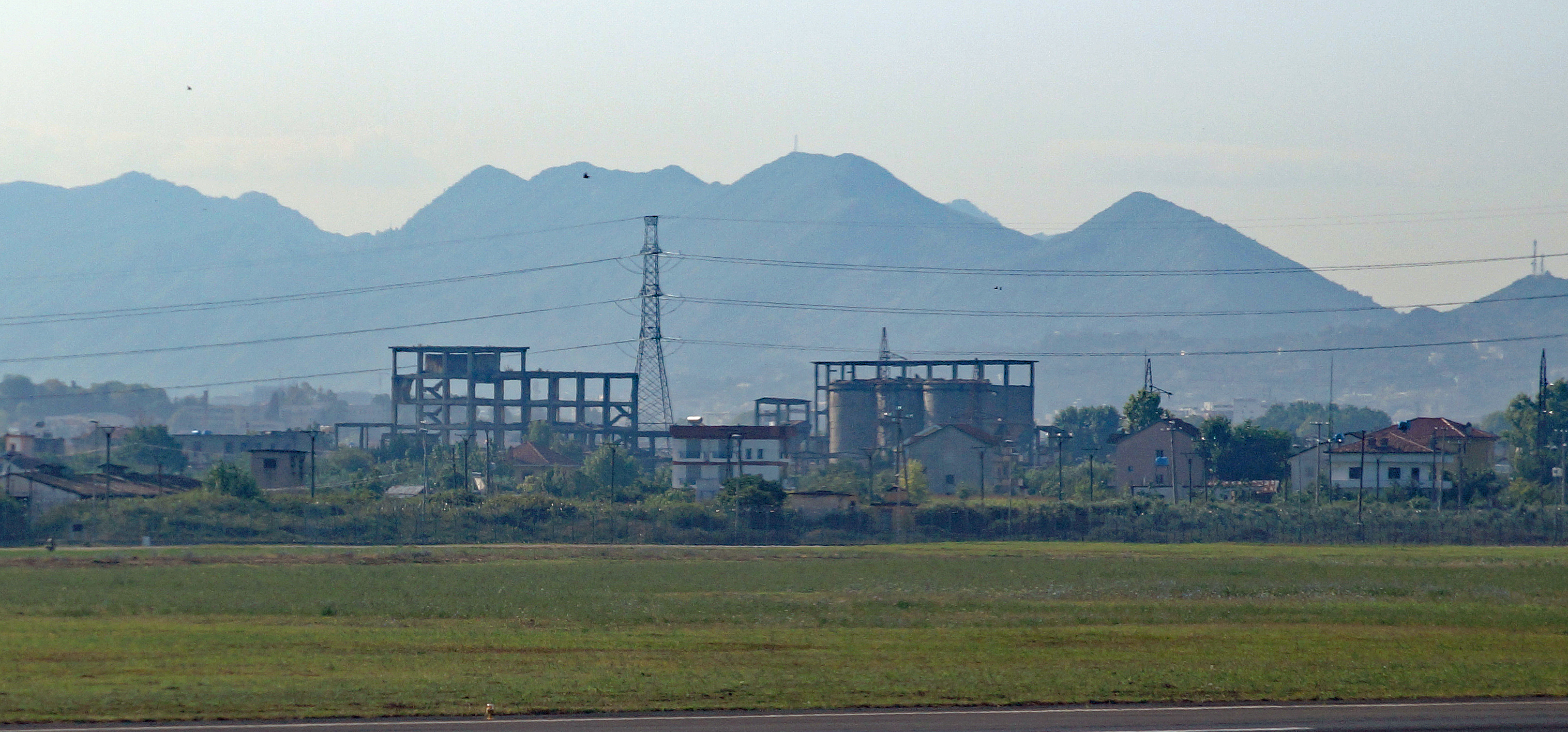
Mine von Valias im Jahr 2020 von Norden

Am westlichen Rand des Dorfes liegt die ehemalige Mine von Valias, in der Braunkohle abgebaut wurde. Zusammen mit Krraba südlich von Tirana, der zweiten Lagerstätte des Tirana-Beckens, bildete Valias die wichtigste Kohleförderregion Albaniens. Der Braunkohlebergbau unter Tage wurde 1978 aufgenommen. Die Kohle wurde in rund 160 Metern Tiefe abgebaut. Der Untergrund war instabil und schwierig und die Qualität durchzogen, so dass der Abbau nicht profitabel war. Die Strecken mussten aufwändig gestützt werden. An die Mine angeschlossen war eine Kohlenwäsche. Die Kohle wurde vor allem für Energieerzeugung genutzt. Die Mine wurde wie alle Kohleminen Albaniens in den frühen 1990er Jahren geschlossen, nachdem das kommunistische System zusammengebrochen war und als das Land eine große wirtschaftliche Krise durchmachte. Von den Eisenbahnschienen, die früher die Mine erschlossen haben, ist heute nichts mehr zu sehen. Es gibt keine Pläne, die Mine wiederzueröffnen. 2022 war das Gelände weitgehend überbaut mit neuen Appartementhäusern: Es entstanden 112 Wohnungen für Geschädigte des Erdbebens vom November 2019.
Die Mine erlangte Bekanntheit, als nach der Parlamentswahlen vom März allgemeine Unzufriedenheit über die wirtschaftliche Situation, ausgebliebene grundlegende Veränderungen und Polizeigewalt ausgebrochen war. Es kam zu einem mehrere Wochen lang dauernden landesweiten Generalstreik. Ein Hungerstreik von rund 200 Minenarbeitern aus Valias in der Grube ab dem 25. Mai 1991 war Beispiel für viele andere Arbeiter, Protestierende im ganzen Land wurden von ihnen inspiriert. Der Widerstand der streikenden lähmte das ganze Land, und am 4. Juni 1991 trat die amtierende Regierung von Fatos Nano zurück. Eine Übergangsregierung der nationalen Einheit lenkte das Land für neun Monate bis zu den nächsten Wahlen. Bereits bei den Protesten am 21. Februar 1991 in Tirana, als die Statue von Enver Hoxha auf dem Skanderbeg-Platz gestürzt wurde, soll ein Telegramm von den Minenarbeitern aus Valias, in dem ein Hungerstreik angekündigt wurde, die Menge aufgewiegelt haben. Ein erster Streik in den Minen von Valias im Januar 1991 führte zur Gründung einer ersten unabhängigen Gewerkschaft. 49 der Streikenden vom Mai 1991 wurden im Jahr 1996 vom albanischen Präsidenten Sali Berisha ausgezeichnet.